# Rue du Docteur-Paul-Brousse
La rue du Docteur-Paul-Brousse est une voie du 17e arrondissement de Paris, en France.

## Situation et accès
La rue du Docteur-Paul-Brousse est une voie publique située dans le 17e arrondissement de Paris. Elle débute au 94, rue de La Jonquière et se termine au 95, boulevard Bessières. Depuis juillet 2012, elle est prolongée par le passage Rose-Valland, une allée piétonne, jusqu'à la rue Pierre-Rebière et la place Blanche-Lefebvre.

## Origine du nom

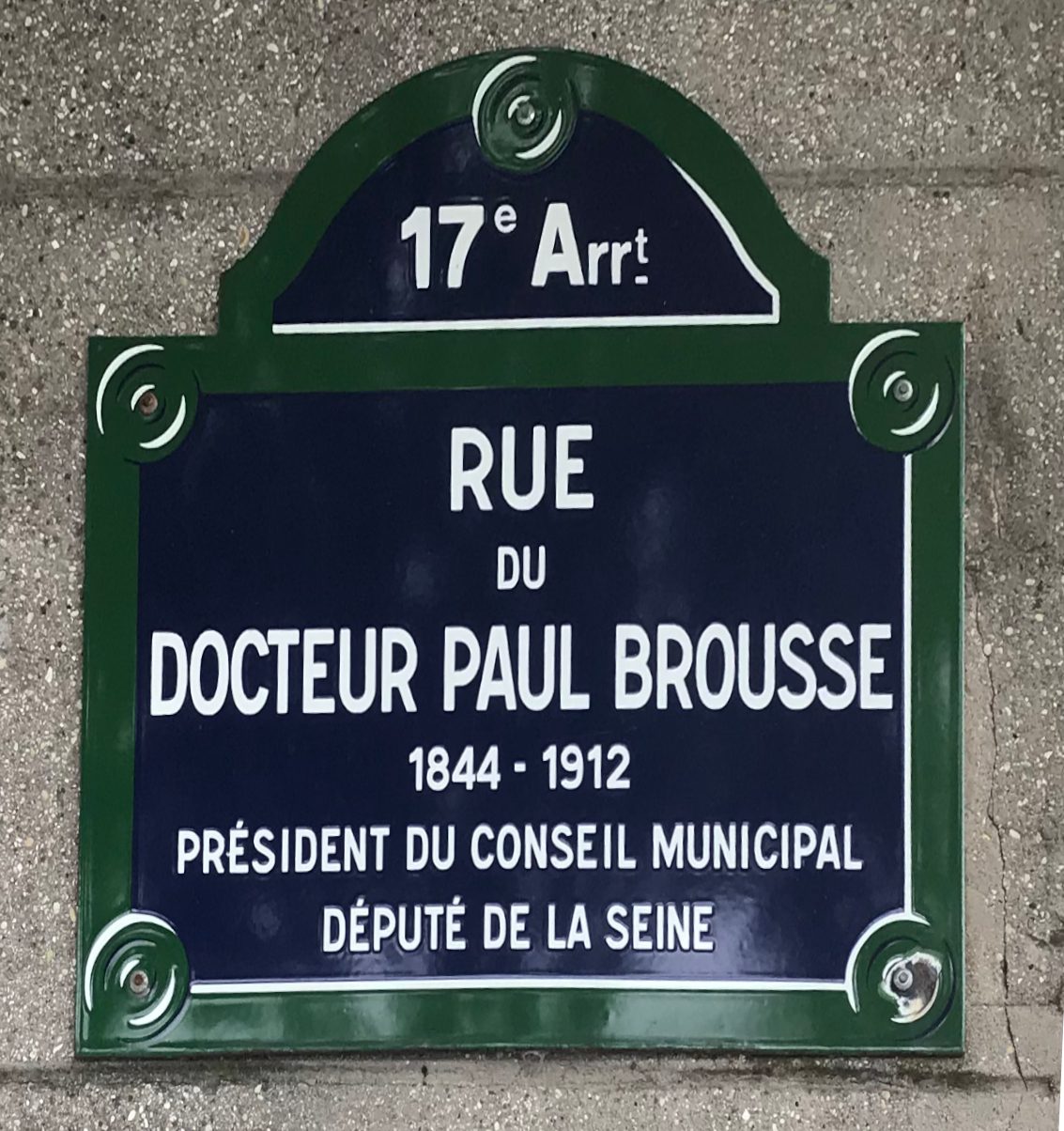
plaque de la rue.

Elle a été nommée en hommage à Paul Brousse (1844-1912), médecin et homme politique français.

## Historique
Cette voie de l'ancienne commune des Batignolles alors dénommée « rue du Docteur », car un docteur Jules Pigeaux y habitait à la fin du XIXe siècle, est classée dans la voirie parisienne par décret du 23 mai 1863.
Elle reçoit par un arrêté du 2 octobre 1924 son nom actuel.